# Juliette Kim
Pour les articles homonymes, voir Sainte Juliette et Kim.
Juliette Kim (en coréen 김 율리에타) est une laïque chrétienne coréenne, martyre et sainte, née en 1784 près de Séoul en Corée, morte décapitée le 26 septembre 1839 à côté de Séoul.
Reconnue martyre et béatifiée en 1925 par le pape Pie XI, elle est solennellement canonisée à Séoul par Jean-Paul II le 6 mai 1984 avec les autres martyrs de Corée. 
Sainte Juliette Kim est fêtée le 26 septembre et le 20 septembre.

## Biographie
Juliette Kim naît en 1784 en Corée, à la campagne dans les environs de Séoul,. Le vicaire épiscopal, Mgr Ferreol, estime que ses parents forment un couple exceptionnel. Toute la famille déménage plus tard à Séoul.
Les parents de Juliette Kim veulent que leur fille se marie. Mais Juliette ne le désire pas, elle veut au contraire vivre comme une vierge consacrée. Elle refuse de se marier ; pour prouver sa détermination, elle se fait couper les cheveux. Ses parents disent alors qu'ils décideront quand ses cheveux auront repoussé.
Lorsque la persécution de 1801 se déclenche, sa famille quitte Séoul et retourne à la campagne, dans leur lieu d'origine. Juliette Kim s'échappe, quitte ses parents et devient servante à la cour royale. Mais comme il est difficile de pratiquer la religion chrétienne à la cour royale, elle part de la cour pour aller vivre au sein d'une maison catholique. 
Elle gagne sa vie en tissant, et parvient à s'acheter une petite maison. Elle est réputée pour sa forte volonté, et respectée pour la rectitude de ses paroles et de ses actes. Elle vit le plus chrétiennement qu'elle peut, par les prières et les méditations. Les témoins disent que Juliette Kim n'aurait jamais commis de péché.
Lors des persécutions de 1839, Juliette se tient prête à l'éventualité d'une arrestation. Lorsqu'elle est arrêtée, le chef de la police lui demande de nier Dieu et d'indiquer où sont cachés les catholiques et leurs livres. Juliette Kim refuse de répondre au chef de la police. Elle est alors battue très sévèrement, puis transférée au tribunal supérieur. Elle y est de nouveau sévèrement battue, à trois reprises, et supporte les tortures et la souffrance.
Juliette Kim est finalement décapitée le 26 septembre 1839 à l'extérieur de Séoul, à la Petite porte de l'Ouest,, en compagnie de huit autres catholiques, dont Agathe Chon Kyong-hyob.

## Canonisation
Juliette Kim est reconnue martyre par décret du Saint-Siège le 9 mai 1925 et ainsi proclamée vénérable. Elle est béatifiée (proclamée bienheureuse) le 6 juin suivant par le pape Pie XI.
Elle est canonisée (proclamée sainte) par le pape Jean-Paul II le 6 mai 1984 à Séoul en même temps que les autres martyrs de Corée. 
Sainte Juliette Kim est fêtée le 26 septembre, jour anniversaire de sa mort, et le 20 septembre, qui est la date commune de célébration des martyrs de Corée.